# Cycas vespertilio
Cycas vespertilio Lindstr & Hill, 2008 è una pianta appartenente alla famiglia delle Cycadaceae, endemica delle Filippine.

## Descrizione
È una cicade con fusto eretto, alto 1–3 m e con diametro di 12–20 cm.
Le foglie, pennate, lunghe 128–210 cm, di colore verde brillante, sono disposte a corona all'apice del fusto e sono rette da un picciolo spinescente lungo 46–52 cm, ricoperto da un fitto tomento brunastro; ogni foglia è composta da numerose paia di foglioline lanceolate, con margine intero, lunghe mediamente 270–290 cm.
È una specie dioica i cui esemplari maschili non sono stati descritti; gli esemplari femminili presentano, nella parte sommitale del fusto, macrosporofilli lunghi 17–19 cm, con l'aspetto di foglie pennate tomentose, che racchiudono gli ovuli, in numero di 6-7; caratteristica dei macrosporofilli è la presenza di due ali laterali, talora spinescenti, che differenziano questa specie da tutte le altre Cycas presenti nelle Filippine. I semi sono grossolanamente ovoidali, lunghi 36 mm, e presentano all'interno un sottile strato spugnoso.

## Distribuzione e habitat
Questa specie è endemica delle isole di Panay, Negros, Cebu, Leyte, Samar e Luzon (solo la parte meridionale), nelle Filippine.
Cresce in foreste decidue di montagna composte da bambù e Pterocarpus indicus.

## Conservazione
La IUCN Red List non ha inserito C. vespertilio in una categoria di minaccia. Nel lavoro di Lindstrom, Hill e Stanbergcome (2008). la specie viene considerata prossima alla minaccia (Near Threatened) perché, nonostante il vasto areale, il suo habitat è minacciato dal disboscamento.